# Louise Rayner

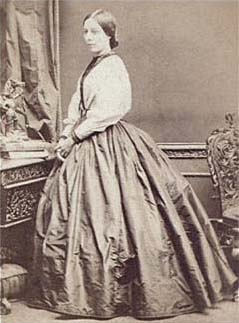
Louise Rayner (um 1859)

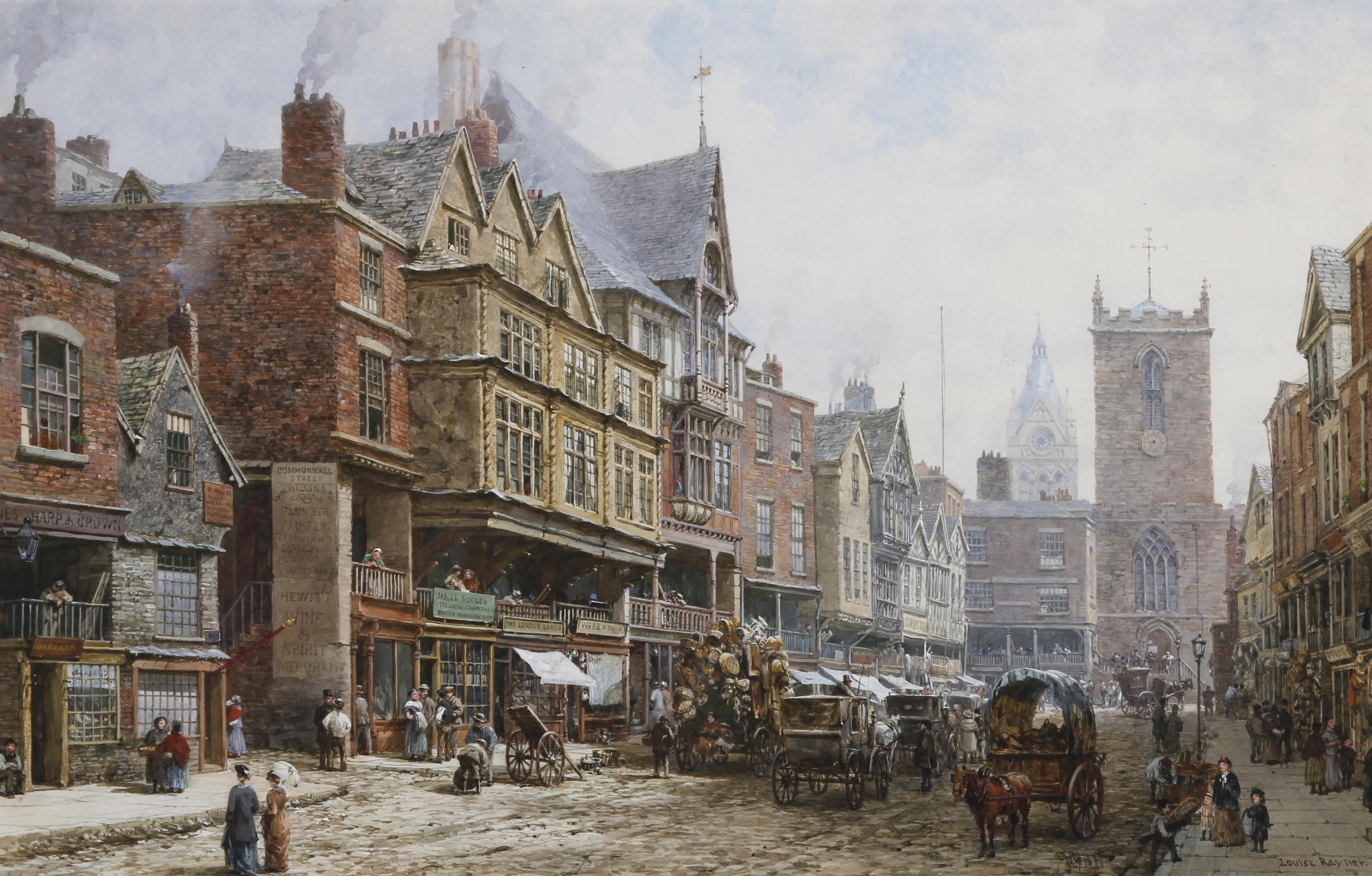
Bridge Street, Chester, Aquarell, 37,5×58 cm, 1877

Louise Ingram Rayner (* 21. Juni 1832 in Matlock Bath, Derbyshire; † 8. Oktober 1924 in St Leonards-on-Sea, East Sussex) war eine britische Malerin.

## Leben und Werk
Die Tochter des Malers und Litographens Samuel Rayner wurde 1832 in Matlock Bath geboren. Auch ihre fünf Geschwister schlugen eine Künstlerkarriere ein. Louise wurde zunächst von ihrem Vater ausgebildet und erhielt dann Lehrstunden unter anderem von George Cattermole, Edmund Niemann, David Roberts und Frank Stone. Von 1852 bis 1860 stellte sie verschiedene Ölgemälde in der Royal Academy of Arts aus, ehe sie in die Aquarellmalerei wechselte und fortan in der Society of Women Artists ausstellte. Der Großteil ihrer Gemälde sind realistisch dargestellte Straßenszenen, sowohl von ihren jeweiligen Wohnorten als auch von Städten, die sie im Rahmen ausgedehnter Reisen durch Großbritannien und Nordfrankreich während der Sommermonate besuchte. Ab 1870 lebte sie in Chester, bevor sie etwa 1910 nach Royal Tunbridge Wells und später nach St Leonards-on-Sea zog, wo sie 1924 im Alter von 92 Jahren starb. Neben der Royal Academy of Arts und der Society of Women Artists stellte sie in unter anderem in der Royal Watercolour Society, in der Royal Society of British Artists und im Royal Institute of Painters in Water Colours sowie neben London in verschiedenen anderen britischen Städten aus. Das Grosvenor Museum in Chester, das eine größere Sammlung von Rayners Gemälden besitzt, gab im Frühjahr 2017 eine Werksausstellung von Rayner.